# Offham (Kent)
Pour les articles homonymes, voir Offham.
Offham est une localité du Kent, au Royaume-Uni.